# Попілино
По́пілино (рос. Пепелино) — село у складі Куртамиського округу Курганської області, Росія.
Населення — 506 осіб (2010, 617 у 2002).
Національний склад станом на 2002 рік:
- росіяни — 95 %